# Santa Margarida dels Monjos
Santa Margarida dels Monjos és una església de Santa Margarida i els Monjos (Alt Penedès) inclosa a l'Inventari del Patrimoni Arquitectònic de Catalunya.

## Descripció
És una església de tres naus rectangular amb capelles laterals a banda i banda. D'origen romànic tardà, fou molt modificada cap al segle xvii i avui mig derruïda i utilitzada com a cementiri, fins i tot amb nínxols dins la nau. De l'obra romànica d'aquesta església, sols en resta la porta amb arquivolta, dos capitells i columnes, un important campanar de paret de quatre arcs i algun pany de paret el costat de les luxoses eixamples d'arrel encara gòtica del segle xvii amb profusió de capitells, escuts de Catalunya i motllures arreu.

## Història
Aquesta antiga Parròquia fou fundada pel Comte Ramon Berenguer i cal situarla a principis de la segona meitat del segle xii. Segons la llegenda, Sant Ramon de Penyafort fou batejat en aquesta església l'any 1175.